# Parafia Najświętszego Serca Pana Jezusa w Gorzycach Wielkich
Parafia pw. Najświętszego Serca Pana Jezusa w Gorzycach Wielkich – rzymskokatolicka parafia w dekanacie Ostrów Wielkopolski II.  
W skład parafii wchodzą wioski: Gorzyce Wielkie, Radziwiłłów, Lamki, Zalesie, Radłów (gmina Raszków), Topola Mała.
Parafia została erygowana 23 kwietnia 1936 r. przez ks. kardynała Augusta Hlonda.
Przy parafii swoją działalność prowadzą: Katolickie Stowarzyszenie Młodzieży, Akcja Katolicka, Caritas, Chór parafialny „Radość”, Zespół muzyczny „Emmanuel”, Koła Żywego Różańca, Pro Familia, Krucjata Eucharystyczna.